# كأس إفريقيا للأندية البطلة 1972
كأس أفريقيا للأندية البطلة 1972 هي النسخة 8 من دوري أبطال أفريقيا .
توج هافيا كوناكرى الغيني بالكأس على حساب نادي سيمبا الأوغندي.